# هان اینگ
هان اینگ (انگلیسی: Han Ying؛ زادهٔ ۲۹ آوریل ۱۹۸۳) یک بازیکن تنیس روی میز اهل آلمان است.